# Kowalewo (okres Chodzież)
Kowalewo je vesnice ve Velkopolském vojvodství, v okrese Chodzież. Má status starostenství a je součástí gminy Margonin. Leží 4 km jihovýchodně od města Margonin.